# 联合国第二期紧急部队

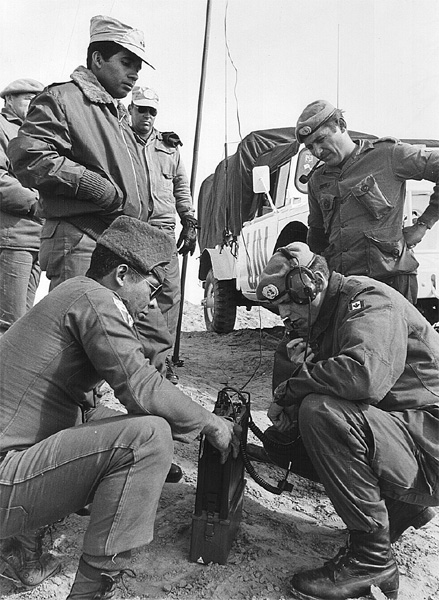
西奈半岛的维和部队，1974年

联合国第二期紧急部队（英語：Second United Nations Emergency Force，又简称紧急部队二）是联合国大会根据1973年通过的联合国安理会第340号决议，于1973年10月建立的部队，负责监督埃及和以色列之间的停火，也负责1974年1月18日的协定和1975年9月4日的协定签署后，监督双方部队重新部署的情况，以及监督根据协定所建立的緩衝區。1979年7月撤出。

## 历史
第二期紧急部队的任务是监督联合国安理会第340号决议的执行情况，该决议要求以色列和埃及必须立即彻底停火，回到格林威治时间1973年10月22日16时50分时的位置。紧急部队将在执行任务期间与联合国停战监督组织军事观察员合作，尽最大努力阻止战火重燃。第二期紧急部队还将与红十字国际委员会合作，完成人道主义任务。
第二期紧急部队的任务期限最初仅为六个月，即1973年10月起，1974年4月24日止。但后来由于联合国秘书长在每次提交的报告中都认为紧急部队二的存在至关重要，并且在与各方协商后认为应该进行延期，因此又进行了八次延期。1978年10月进行了最后一次延期，将任务期限延长至了1979年7月24日。
第二期紧急部队最初在苏伊士运河附近活动，后来又转移至西奈半島。部队指挥部最初在开罗，后来于1974年8月转移至伊斯梅利亚。部队撤出前的部署状况如下：
- 1号缓冲区：（边界为地中海、J段、M段和E段）
  - 瑞典大队
  - 加纳大队
  - 印度尼西亚大队
- 2A号缓冲区：（边界为1号缓冲区、M段、2B号缓冲区和苏伊士湾）
  - 印度尼西亚大队
  - 芬兰大队
- 2B号缓冲区：（边界为2A号缓冲区、M段和苏伊士湾）
  - 芬兰大队[5]

### 编制
在国际和当地征聘文职人员提供支助的情况下编入6973名军事人员。

## 指挥官
- 芬兰中将恩肖·西拉斯沃（英语：Ensio Siilasvuo）（任期：1973年10月26日–1975年8月20日）[6]
- 瑞典中将本特·利耶斯特兰德（英语：Bengt Liljestrand）（任期：1975年8月20日–1976年12月1日）[6]
- 印度尼西亚少将赖斯·阿宾（英语：Rais Abin）（代理，任期：1976年12月1日–1976年12月31日）[6]
- 印度尼西亚少将赖斯·阿宾（任期：1977年1月1日–1979年9月11日）[6][7]

## 参与国家
参与国家包括：澳大利亚（直升机及空军）、奥地利（陆军）、加拿大（后勤保障人员）、芬兰（陆军）、加纳（陆军）、印度尼西亚（陆军）、爱尔兰（陆军）、印度（陆军）、南斯拉夫（陆军）、尼泊尔（陆军）、巴拿马（陆军）、秘鲁（陆军）、波兰（后勤、医疗及运输人员）、塞内加尔（陆军）及瑞典（陆军）。